# Nieszczyce

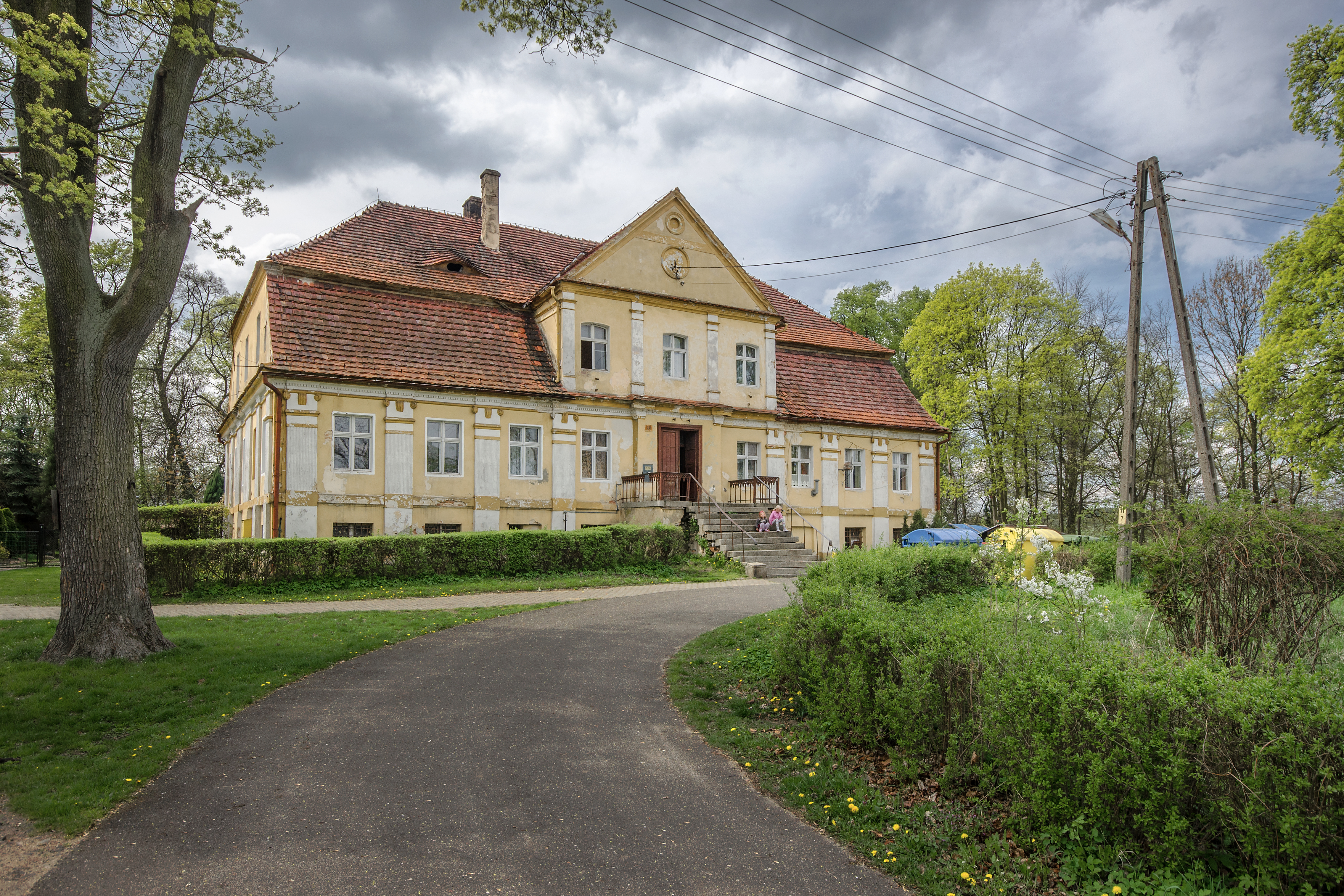
Herrenhaus

Nieszczyce (deutsch Nistiz) ist ein Dorf und ehemaliges Rittergut mit 345 Einwohnern (nach Volkszählung im März 2011: 399 Einwohner) in der Landgemeinde Rudna im Powiat Lubiński der Woiwodschaft Niederschlesien in Polen.

## Geographie
Nieszczyce liegt westlich der Oder, etwa 27 Kilometer nordöstlich von Lubin (deutsch Lüben), ca. 30 Kilometer südöstlich von Głogów (Glogau) und ca. 80 Kilometer nordwestlich von Breslau.
Verkehr
Nieszczyce befindet sich an der Weggabelung von Chobienia (Köben an der Oder) nach Kębłów (Kammelwitz) und Brodowice (Brödelwitz). Die 64 Kilometer lange Droga wojewódzka 323 und die 106 Kilometer lange Droga wojewódzka 292 werden am Rand von Nieszczyce zusammengeführt. Über die 33 Kilometer lange Droga wojewódzka 334 und anderen Straßen kann man von Moczydlnica Dworska (Herrnmotschelnitz) nach Nieszczyce reisen.

## Geschichte
Die Ursprünge des polnischen und des deutschen Dorfnamens (Nieszczyce bzw. Nistiz) sind unklar. Nach Heinrich Adamy leitet sich „Nistitz“ vom slawischen Niski für ‚Niedriger Ort‘ ab. Nach anderen ist der Ortsname „nicht geklärt“.
Im Breslauer Zehntregister Liber fundationis episcopatus Vratislaviensis das zwischen 1295 und 1305 beziehungsweise während der Zeit des Bischofs Heinrich von Würben verfasst wurde, wird das Dorf Nesticz genannt. Weitere Schreibweisen des Dorfnamens waren: Nesticz (um 1305), Nisticz (1473, 1485, 1524, 1544), Niswiz (1670), Niswitz, Villa Nieswitz (1679), Nisitiz (1678), von der Mitte des 18. Jahrhunderts bis 1945 deutsch Nistitz, danach polnisch Nieszczyce.
Erstmals urkundlich erwähnt wurde Nestitz 1305. Etwa ab dem 15. Jahrhundert sind in den Quellen „Besitzer“ des „Gutes Nieszczyce“ belegt. Beispielsweise wird Nicol Seher Tasse im Jahre 1496 als Besitzer greifbar, der damals seiner Frau das Gut Nisticz vererbte, welches 1503 sein Sohn Hannus übernehmen sollte. Spätestens im 18. Jahrhundert wird Nestitz als Adelssitz in den Urkunden erwähnt. Zu den Besitzern/Verwaltern/Inspektoren gehörten folgende Familien und Personen (Auswahl):
- von Kottwitz (vor 1638, 1670, 1688, 1791)
- von Seydlitz (nach 1638)
- Grafen von Dyhrn (1765)
- von Luck (1814)
- Kaufmann Puckelt (1830)
- Kammerschreiber, Oberamtsmann Moritz Schwarz (1842, 1845)
- Friedrich von Katzeler (1876)
- Carl Genlig (ca. 1886)
- Familie Weber, insbesondere Eduard Friedrich Weber, Konsul in Hamburg (ca. 1891–1905) und dessen Erben (ca. 1912–1921, ca. 1926–1937)

Im Jahre 1791 wurden drei Höfe mit dem Landgut in Nestitz verbunden (zwei im Dorf und das Buschvorwerk [Krzewy] dahinter). In den Jahren 1905 bis 1912 wurden die Güter in Nestitz und Radschütz (Radoszyce) zusammengelegt (mit Sitz in Radschütz); in den Jahren 1912 bis 1937 erfolgte mindestens eine weitere Zusammenlegung zu den Gütern zu Nestitz.
Nistitz gehörte zeitweise zum Kreis Steinau im Regierungsbezirk Breslau und zum Landkreis Wohlau; das Amtsgericht für Nistitz war in Steinau, das Bezirkskommando in Wohlau und das Standesamt in Kammelwitz (Kębłów).
Als Folge des Zweiten Weltkriegs fiel Nestitz mit dem größten Teil Schlesiens 1945 an Polen. Nachfolgend wurde es in Nieszczyce umbenannt. Die deutschen Einwohner wurden, soweit sie nicht vorher geflohen waren, vertrieben. Die neu angesiedelten Bewohner waren teilweise Zwangsumgesiedelte aus Ostpolen, das an die Sowjetunion gefallen war.
Von 1975 bis 1998 gehörte Nieszczyce zur Woiwodschaft Legnica (Liegnitz).

## Einwohnerentwicklung
„Nistiz“ wurde 1791 in den Beyträge(n) zur Beschreibung von Schlesien erwähnt. Für dieses Jahr sind belegt: „ein herrschaftliches Schloß, drei Vorwerke, wovon eines außerhalb des Dorfes liegt, eine Schule, sechs Frey- 13 Dreschgärnter, ein Häusler, zwei Windmühlen, vier andere Häuser zusammen 33 Feuerstellen und 218 Seelen“.
| Jahr | Einwohner                  | Anmerkungen |
| ---- | -------------------------- | --- |
| 1791 | 218                        | (31 bzw. 33 Feuerstellen) |
| 1830 | 270                        | 34 |
| 1845 | 297                        | 35 |
| 1867 | 178 (Dorf) 122 (Rittergut) | 34 |
| 1874 | 183 (Dorf) 107 (Rittergut) | - Dorf: zwei Wohnplätze, 34 Wohngebäude; zwei Einzelne, 42 Familien; 90 männlich, 93 weiblich; ortsgebürtig 98; evangelisch 179, katholisch vier; unter zehn Jahren 51; über zehn Jahren können lesen/schreiben 120 - Rittergut: zwei Wohnplätze, neun Wohngebäude; zwei Einzelne, 25 Familien; 51 männlich, 56 weiblich; gebürtig 24; evangelisch 96, katholisch 11; unter zehn Jahren 18; über zehn Jahren können lesen/schreiben 79 |
| 1887 | 160                        | 30 |
| 1898 | 145                        | 28 |
| 1908 | 132                        | 27 |
| 1934 | 311                        | |
| 1939 | 283                        | (81 Haushalte) |
| 2011 | 399                        | |
| 2020 | 345                        | |

## Sehenswürdigkeiten
- Gutshofanlage (mit Gutshof, Bauernhof, Wohngebäude, Park u. a.) aus dem 18. Jahrhundert (1800, 1840, umgebaut 1923),
- Naturpark, Denkmalregisternummer 623/L